# Gennaro Licciardi
Gennaro Licciardi (Secondigliano, 30 novembre 1956 - Voghera, 3 août 1994) est un criminel italien affilié à la Camorra, fondateur du Clan Licciardi et cofondateur de l'Alliance Secondigliano.

## Biographie
Licciardi nait le 30 novembre 1956 à Secondigliano à Naples. Il s'engage dans la criminalité et la mafia dans les années 1970 à l'apogée de la Nuova Camorra Organizzata lors de la guerre opposant l'organisation à la Nuova Famiglia.
Surnomé en italien : a scigna (le singe) en raison de ses évasions depuis les balcons des appartements, Licciardi devient le chef zone du Clan Giuliano dans son quartier natal. En 1981, il finit en prison avec son ami Gennaro Esposito, accusé d'association avec la Camorra, concours de meurtre, détention illégale d'armes et fusillade dans un lieu public.
Membre de la Nuova Famiglia, il échappe à plusieurs reprises à des tentatives d'assassinat, des membres rivaux de Nuova Camorra Organizzata. Il perd son petit frère, Antonio Licciardi, assassiné à l'âge de 22 ans, dans le quartier populaire de Don Guanella. Licciardi continue de subir de plus en plus d'attaques au fil des ans, parvenant toujours à s'en sortir indemne.
Après la chute de Raffaele Cutolo, Licciardi se hisse sur la scène criminelle napolitaine en fondant le Clan Licciardi, se faisant considérer, ces années-là, comme le parrain incontesté de la banlieue nord de la ville de Naples.
En 1992, il est capturé à un barrage routier quand il se rend dans la campagne de Giugliano pour rejoindre Francesco Mallardo. Deux ans plus tard, le 2 août 1994, Gennaro Licciardi meurt à l'hôpital de Voghera où il est transféré d'urgence pour une infection intestinale.
Après sa mort, ses frères et sœurs Vincenzo et Maria Licciardi prennent à tour de rôle les rênes du clan.

## Alliance de Secondigliano
Licciardi  s'associe à  Francesco Mallardo (en) du Clan Mallardo (en) de Giugliano in Campania, et à Edoardo Contini (en) du Clan Contini (en), pour créer  un cartel criminel nommé Alliance Secondigliano, dominant pendant des années presque tout le territoire de Naples.
L'Alliance est restée dominante longtemps même après la mort de Licciardi et les arrestations de Contini et Mallardo. En 2019, elle est déclarée comme l'organisation criminelle la plus puissante appartenant à la Camorra,.